# Baltisches Pipelinesystem
Das Baltische Pipelinesystem (BPS) ist ein von der russischen Erdölfirma Transneft betriebenes Pipelinesystem für Erdöl. Das Baltische Pipelinesystem transportiert Rohöl aus dem Timan-Petschora-Ölfeld bzw. dem gesamten Timan-Petschora-Becken, sowie aus Westsibirien, dem Ural, der Wolga-Region und Kasachstan zum östlichen Ende des Finnischen Meerbusens. Von dort aus kann es per Schiff weiter nach Westeuropa transportiert werden. Der Name bezieht sich nicht auf die baltischen Staaten, sondern auf die russische Bezeichnung „Baltisches Meer“ für die Ostsee.
Das Baltische Pipelinesystem besteht aus einer Pipeline von Jaroslawl nach Primorsk, einer Pumpstation in Kirischi sowie einem Erdölverladehafen in Primorsk. Dort können derzeit (Stand 2006) bis zu 4 Erdöltanker gleichzeitig beladen werden. Im Rahmen des Projekts wurden außerdem noch insgesamt 17 Raffinerien errichtet.
Die Planung geht auf das Jahr 1997 zurück, Baubeginn war im Jahr 2000. Die Pipeline ging am 27. Dezember 2001 mit einer Transportkapazität von 12 Mio. t Öl im Jahr in Betrieb. Diese wurde durch Ausbaumaßnahmen in den darauffolgenden Jahren kontinuierlich gesteigert: über 30 Mio. t im Jahr 2003, 42 Mio. t im Februar 2004 und 50. Mio. t im Dezember 2005;  seit März 2006 beträgt sie 65 Mio. t pro Jahr.
Offizieller Hintergrund des Baues war, dass hierdurch Transitgebühren eingespart werden könnten, welche nach dem Zerfall der Sowjetunion in den nun selbstständigen Staaten Litauen Lettland und Belarus bezahlt werden mussten. Allerdings dürften auch geopolitische Gründe eine Rolle gespielt haben, da durch den Bau eine Durchleitung russischen Erdöls durch fremdes Territorium nicht mehr in dem Maße wie früher nötig war. So wird der lettische Erdölverladehafen Ventspils seit Ende 2002 nicht mehr über die dorthin verlaufende Pipeline, sondern nur noch über die Schiene beliefert. Im Rahmen des Konfliktes über die Konditionen der Durchleitung russischen Erdöls über die Druschba-Pipeline zwischen Russland und Belarus um den Jahreswechsel 2006/2007 entstanden auch Überlegungen, die Belieferung Westeuropas mit Erdöl durch verstärkte Nutzung des Hafens Primorsk als Verladestation sicherzustellen.
Der Bau der Pipeline wurde von Umweltschützern stark kritisiert, da der Finnische Meerbusen ein ökologisch sehr sensibles Gebiet sei. Durch die Zunahme des Tankerverkehrs in der Ostsee stiege außerdem die Gefahr einer Tankerkollision in der gefährlichen und ohnehin schon stark befahrenen Kadetrinne südlich der dänischen Insel Falster. Darüber hinaus befindet sich in unmittelbarer Nähe des Hafens Primorsk das unter die Ramsar-Konvention fallende Vogelschutzgebiet Berjosowyje ostrowa.